# Berejanka, Horohiv
Berejanka (în ucraineană Бережанка) este o comună în raionul Horohiv, regiunea Volînia, Ucraina, formată numai din satul de reședință.

## Demografie
Componența lingvistică a satului Berejanka
     Ucraineană (99,64%)
     Alte limbi (0,36%)
Conform recensământului din 2001, majoritatea populației satului Berejanka era vorbitoare de ucraineană (99,64%), existând în minoritate și vorbitori de alte limbi.